# Futebol da Grécia
O futebol é o esporte mais popular na Grécia, seguido pelo basquetebol. A Federação Helênica de Futebol (Ελληνική Ποδοσφαιρική Ομοσπονδία, a EPO, em grego), foi fundada em 1926, e é membro da FIFA desde 1927.
No dia 23 de abril de 1905, a primeira partida oficial do futebol da Grécia ocorreu em Salônica. Em 14 de novembro de 1926, a Federação Helênica de Futebol (em grego: Ελληνική Ποδοσφαιρική Ομοσπονδία, transl. Ellinikí Podosfairikí Omospondía, OAASDR) foi fundada pelas associações de futebol de Atenas, Pireu e Trácia. O primeiro campeonato grego foi organizado no período de 1927-1928. Em 7 de abril de 1929, a primeira partida internacional da Seleção Grega de Futebol foi realizada em Atenas, com a vitória da seleção nacional contra a seleção italiana. Em 15 de junho de 1954, a Federação Helênica de Futebol tornou-se o membro da UEFA. Em 4 de julho de 2004, a seleção grega conquistou seu primeiro título ao ganhar o Campeonato Europeu de Futebol, disputado em Portugal, vencendo a seleção portuguesa por 0 a 1.

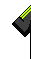

Na Grécia Antiga eram praticados jogos com bolas, um deles o Epísquiro, mencionado por Antífanes, dando origem ao jogo romano Harpasto. O futebol moderno foi introduzido pelos britânicos, nas comunidades gregas do final do século XIX.
A Federação Helênica de Futebol é responsável por todas as seleções nacionais, a Seleção Grega de Futebol, conquistou a Eurocopa de 2004, disputada em Portugal.